# Territoriaal leger
Een Territoriaal leger is een leger gebonden aan het eigen territorium, dat wil zeggen het eigen land. Het oorspronkelijk doel van een leger is het behoud van het eigen land en staatsstructuur.
1. ↑  E.R. Muller : Krijgsmacht - Studies over de organisatie en het optreden, Kluwer, 2004